# Бёртон, Тим
Ти́моти (Тим) Уо́лтер Бёртон (в русскоязычных источниках также иногда указывается как Ба́ртон; англ. Timothy Walter Burton; род. 25 августа 1958, Бербанк, Калифорния, США) — американский кинорежиссёр, сценарист, продюсер, мультипликатор и поэт. Фильмы Бёртона отличаются чёрным юмором, макабрическими и готическими элементами, деконструкцией традиционных сказочных и мистических сюжетов. Как режиссёр, Бёртон прославился такими фильмами, как «Эдвард Руки-ножницы», «Сонная лощина», «Битлджус», «Крупная рыба», дилогия «Бэтмен» / «Бэтмен возвращается», сериалом «Уэнсдей» и другими, а как сценарист и продюсер (но не режиссёр) — также мультфильмом «Кошмар перед Рождеством». Самым коммерчески успешным его фильмом стало постмодернистское фэнтези «Алиса в стране чудес», собравшее в прокате более миллиарда долларов.

## Биография
Тим Бёртон родился в 1958 году в городе Бёрбанке, штат Калифорния, США, в семье Билла и Джин Бёртон (Эриксон), владельцев небольшого магазина сувениров Cats Plus, в котором продавались вещи, связанные с кошачьей тематикой. Иногда в информации к книгам режиссёра годом рождения Бёртона указан 1960-й. Эта информация является ошибочной, Бёртон неоднократно извинялся за это упущение.
Тим Бёртон был первым ребёнком в семье. Отец будущего режиссёра занимал должность в парковом управлении Бёрбанка (англ. Burbank Park and Recreation Department). Дом Бёртонов на Эвергрин-Стрит (англ. Evergreen Street) до сих пор сохранился. Он находится неподалёку от аэропорта Бёрбанка и кладбища «Вальгалла» (англ. Valhalla Cemetery). Позднее Бёртон отразит своё виденье родного города в фильме «Эдвард Руки-ножницы».

### Детство и учёба
В юности играл в водное поло за школьную команду, предпочитал одиночество, слушая панк-рок и развлекаясь походами в кино. Репертуар его любимых кинотеатров чаще всего ограничивался второсортной фантастикой и фильмами ужасов. Одно время он мечтал работать актёром, «управляющим резиновым монстром Годзиллой» из японских фильмов. Вдохновлённый киноработами Рэя Харрихаузена, он рано пробует делать свои собственные кукольные мультфильмы — большинство из них утеряны, либо считаются таковыми.
После окончания школы (англ. Burbank High School) в 1976 году поступил в Калифорнийский институт искусств (англ. California Institute of the Arts, сокр. CalArts). Во время учёбы Бёртон часто заменял написание учебных работ съёмками короткометражных любительских фильмов по мотивам заданного материала. К этому периоду времени относится, например, утраченные короткометражные фильмы «Гудини», «Остров доктора Агора» и др., а также анимационная лента «По следам монстра-сельдерея».

### Работа на студии Диснея и первые фильмы
В 1979 году Бёртон начал работать сначала дизайнером персонажей, а затем аниматором на студии Уолта Диснея. Был несколько раз уволен и вновь принят. Первой крупной работой Бёртона была раскраска кадров в мультфильме Ральфа Бакши «Властелин колец» (1978). Также Бёртон принимал участие в создании лент «Лис и пёс» (1981), «Чёрный котёл» (1985) и первого диснеевского фильма с активным использованием компьютерной графики — «Трон» (1982).
Тогда же Бёртон со своими друзьями снял свой последний «независимый» фильм «Луау — вечеринка по-гавайски». Долгое время об этом фильме ничего не было известно, кроме небольшого упоминания в одном из интервью Бёртона о том, что ради развлечения он с друзьями снял также фильм о мексиканском монстре, инопланетянах и сёрферах.
Позже Бёртон сравнил работу на студии Диснея со службой в вооружённых силах (хотя он никогда не служил в армии).
Ряд работ Бёртона так и останутся незавершёнными. Например, фильм о приключениях детей накануне Хэллоуина Trick or Treat был заморожен на уровне разработки концепции персонажей.
Помимо этого, Бёртон режиссировал экранизацию сказки «Гензель и Гретель» (1983) специально для японского отделения Disney Channel.
Впоследствии Бёртон снял на студии Диснея свой первый шестиминутный мультфильм «Винсент». Его следующую работу, «Франкенвини» (1984), студия не решилась выпускать на экраны, сочтя этот фильм несовместимым с имиджем детской компании, и в прокат он вышел лишь в 1992 году. В это же время на студии Бёртон познакомился со своей первой постоянной подругой Джули Хиксон. Под её влиянием была снята большая часть первых самостоятельных фильмов Бёртона. Хиксон также участвовала в разработке первых набросков сценария к «Бэтмену» (1989).

### Начало «большого кино»
«Франкенвини», несмотря на практический запрет, разошёлся по студиям в виде нескольких промо-копий и привлёк внимание известного комика Пола Рубенса. В результате тот поручил Бёртону снять полнометражный фильм «Большое приключение Пи-Ви». Во время съёмок Бёртон завёл дружбу с композитором Дэнни Эльфманом, который с этого момента стал практически постоянным композитором в его фильмах.
Фильм «Большое приключение Пи-Ви» имел значительный коммерческий успех. Этот факт подтолкнул руководство студии Warner Brothers к идее поручить подающему надежды режиссёру готовящуюся экранизацию комиксов о Бэтмене. Однако из-за затянувшейся переработки первоначального сценария съёмки были отложены на неопределённый срок. Во время этого перерыва Бёртон как режиссёр участвовал в двух телепроектах: он снял сказку «Аладдин и его волшебная лампа» и детектив «Горшок».
В силу ранее заключённого со студией контракта Бёртон должен был снять ещё один фильм. Он отверг сценарии второсортных комедий, которые поступили к нему после успеха «Пи-Ви». В итоге этим фильмом стал «Битлджус» (1988), за которым последовали две ленты, положившие начало возрождению в массовой культуре «бэтмэнианы»: «Бэтмен» (1989) и «Бэтмен возвращается» (1992).
В этот период Бёртон сходится с известным фотографом Леной Гейске, с которой расписывается 24 февраля 1989 года. 31 декабря 1991 года пара расторгла брак.

### Период Лизы Мэри
Многие исследователи творчества Бёртона считают, что его женщины оказывали сильнейшее влияние на его творчество. Велико было и влияние бывшей танцовщицы стриптиза Лизы Мэри, художницы, а впоследствии и актрисы, с которой режиссёр долгое время встречался, обручился в начале 1992 и они были вместе вплоть до 2001 года.
За это время были сняты наиболее показательные для творчества Бёртона фильмы: «Эдвард Руки-ножницы» (1990), «Эд Вуд» (1994), «Сонная Лощина» (1999) и другие.
Фильмом «Эдвард Руки-ножницы» ознаменовано начало длительного сотрудничества Бёртона с актёром Джонни Деппом. Депп возглавляет список актёров, постоянно снимающихся у Бёртона и считается альтер эго Бёртона.
На съёмках «Эдвард Руки-ножницы» Бёртон сильно сблизился с кумиром своей юности — актёром Винсентом Прайсом (они познакомились ещё во время озвучивания мультфильма «Винсент»). Результатом дружбы стали съёмки документального фильма «Разговоры с Винсентом». Однако фильм остался незаконченным из-за смерти актёра в 1993 году.
Дважды режиссёр пробовал себя в съёмках рекламных роликов: в 1998 году для рекламы жевательной резинки Hollywood Gum он снял ролик «Садовый гном», а в 2000 году снял два ролика для часовой компании Timex под названиями «Кунг-фу» и «Манекен». В ролике «Манекен» главную роль исполнила Лиза Мэри, которая также появлялась в эпизодических ролях или ролях второго плана практически во всех фильмах Бёртона в период с 1994 по 2001 год и озвучивала некоторых персонажей в сериале «Стейнбой — мальчик-пятно».
Кроме этого Бёртон иногда выступал в качестве автора сюжетов для фильмов и телепроектов со своим участием как режиссёра или продюсера.
Поставленный из-за большой загруженности другим режиссёром (Генри Селиком) кукольный анимационный фильм «Кошмар перед Рождеством» по одному из ранних стихотворений Бёртона поначалу не получил признания зрителей, но, будучи выпущенным на видео, вызвал бурный успех и на долгое время стал его визитной карточкой.
В 1995 году вышло первое издание ставшего классическим сборника интервью «Бёртон о Бёртоне» американского кинокритика Марка Солсбери. Предисловие к сборнику написал Джонни Депп. В феврале 2008 книга вышла на русском языке в издательстве «Азбука» под названием «Тим Бёртон. Интервью: Беседы с Марком Солсбери».
Этот период характерен ещё и наибольшим количеством фильмов, которые были предложены для съёмок Бёртону, но по тем или иным причинам съёмки либо были приостановлены, либо пост режиссёра переходил другим: так, Бёртон мог снять фильмы «Мэри Рейлли» (был замещён Стивеном Фрирзом), «Супермен жив» (отменён), «Динозавры атакуют!» (отложен), «Человек с инфракрасным зрением» (отложен), продолжения «Битлджуса», «Падение дома Эшеров» по рассказу Эдгара По, фильм в стиле фликов Расса Мейера «Go Baby Go», — итого около десятка проектов. Ко всему прочему Бёртон планировал снять Лизу Мэри в главной роли в ремейке классического фильма ужасов Марио Бава «Маска Сатаны» по повести Гоголя «Вий».
В 1997 году выпустил книгу «Унылая смерть мальчика-устрицы» с собственными иллюстрациями. По словам самого Бёртона, сказанными в телеинтервью, — это не детская книга и вряд ли дети поймут её.
Тогда же с подачи Мэри стал увлекаться дзэнскими медитативными практиками, которые помогли ему пережить ряд важных для него закрытых проектов, и всё больше склоняется к вегетарианству. Более глубоким стало его увлечение фотографией. Бёртон экспериментировал с широкоформатными и цифровыми камерами. Объектом его съёмок чаще всего была Мэри.
В этом же году[уточнить] Бёртон принял приглашение на участие в жюри Международного кинофестиваля в Каннах.
В начале 2000-х годов уехал из Калифорнии и поселился в Лондоне.

### Период Хелены Бонэм Картер
В 2001 году Бёртон приступил к съёмкам ремейка фантастической картины 1968 года «Планета обезьян». В этот момент Бёртон увлекается английской актрисой Хеленой Бонэм Картер. Их союз с Лизой Мэри распадается. По суду режиссёр выплачивает бывшей жене $5,4 млн (выплата будет задержана по вине Бёртона на три года). Последовавшие спустя несколько лет требования Лизы Мэри выплатить ей дополнительную денежную сумму были отвергнуты в судебном порядке.
В октябре 2001 Бёртон обручился с Бонэм Картер. Вышедшая в прокат в июле того же года «Планета обезьян» собрала только в США 180 миллионов долларов при бюджете в 100 миллионов.
Смерть обоих родителей и последующее рождение (4 октября 2003) сына Билли Рэя нашла отражение в самом противоречивом его фильме «Крупная рыба». Необычная для всего остального творчества Бёртона лента послужила почвой для слухов и домыслов в прессе о творческом кризисе режиссёра.
Однако эти слухи были развеяны двумя последующими картинами: «Чарли и шоколадная фабрика» по детской повести Роальда Даля и кукольным мультфильмом «Труп невесты». За последний режиссёр был номинирован на «Оскар» в 2005 году. В них к Бёртону вернулась свойственная ему мрачная манера повествования, а самим фильмам сопутствовал значительный кассовый успех.
Летом 2006 года Бёртон пытался реализовать давний замысел по экранизации истории авантюриста и естествоиспытателя Александра Рипли. Проект получил название «Верю — не верю». Однако из-за проблем с превышением бюджета его реализация сначала была отложена, а затем и вовсе поручена другому режиссёру. Тим Бёртон поначалу остался лишь в качестве продюсера, а затем, в октябре 2006, покинул проект.
Тогда же, в 2006 он срежиссировал музыкальный видеоклип на песню «Bones» группы The Killers. В конце октября компания Warner Bros выпустила повторно мультипликационный фильм «Кошмар перед Рождеством» в стереоскопическом изображении. Попутно был переиздан двойной диск с расширенным саундтреком к фильму. Позднее появилось официальное заявление компании «Дисней» о 3D-ремастеринге мультфильма «Винсент».

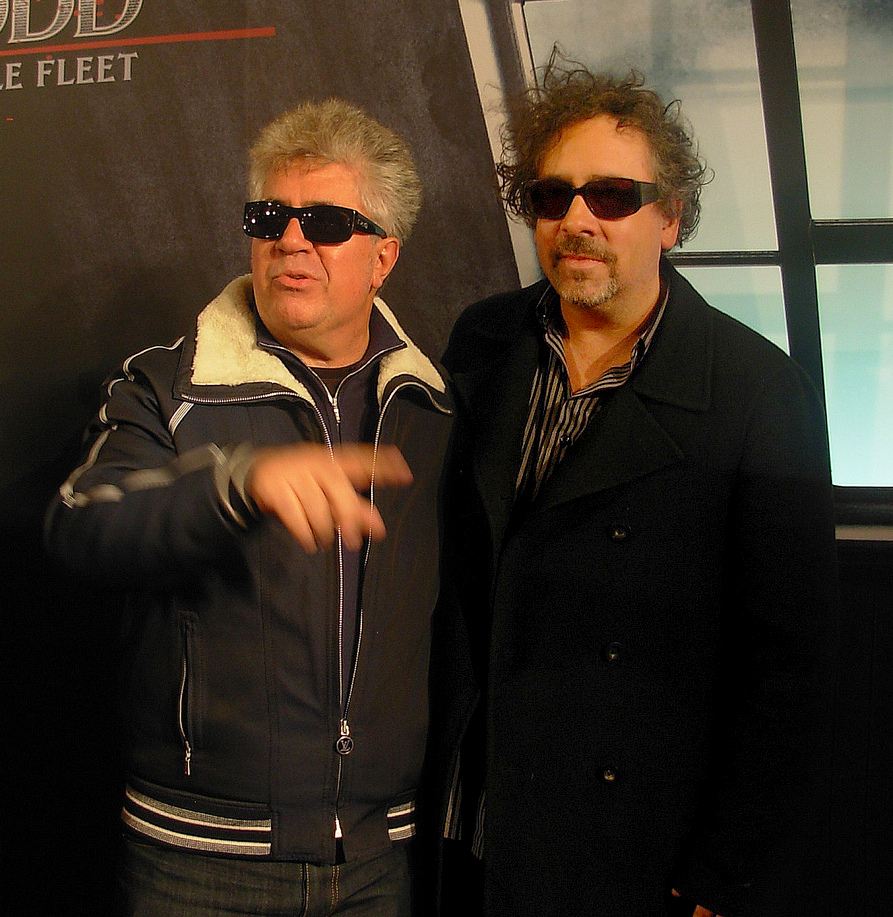
Тим Бёртон (справа) и Педро Альмодовар (слева) в Мадриде на премьере фильма Суини Тодд, демон-парикмахер с Флит-стрит

В 2006—2007 годах Бёртон предпринял попытку кинопостановки мюзикла Стивена Сондхейма «Суини Тодд, демон-парикмахер с Флит-стрит». 5 сентября 2007 он получил специальную награду Венецианского кинофестиваля — «Золотого льва» за достижения в жизни и творчестве. Там же в рамках объявленного «Дня Бёртона» демонстрировался 8-минутный отрывок из будущего фильма. В 2007 году Тим Бёртон был отмечен журналом Entertainment Weekly как один из 50 величайших (по мнению издателей этого американского еженедельника) режиссёров в истории кино. Он занял 49-е место, став самым молодым из обозначенных персон.
Двумя неделями ранее Бёртон и Бонэм Картер официально объявили о второй беременности — дочь Бёртона родилась ночью 15 декабря 2007 года. Длительное время пара скрывала её имя. 8 месяцев спустя, в одном из интервью Бонэм Картер сообщила, что дочь назвали Нелл.
В конце октября 2007 года Warner Bros. анонсировала запуск нового фильма «Подмастерье призрака» по одноимённому детскому историческому роману Джозефа Дилейни, с Бёртоном в качестве режиссёра. В конце марта 2008 года Бёртон был снят с проекта по причине занятости.
В ноябре 2007 года студия «Дисней» объявила о намерении задействовать Бёртона в двух анимационных 3D-проектах: постановке «Алиса в Стране чудес» и ремейке его собственного фильма «Франкенвини». Бёртон пожелал выступить не только режиссёром, но также продюсером и соавтором сценария новой версии «Франкенвини».
В начале 2008 года Бёртон высказывался о его женитьбе на Бонэм Картер, которая может состояться в самое скорое время. Позднее пара продала свои апартаменты в Лос-Анджелесе и окончательно переехала в Лондон.
В октябре 2008 года Бёртон был удостоен почётной награды Scream за вклад в развитие жанра фильмов ужасов.
В 2010 году стал офицером французского ордена Искусств и литературы.
В 2010 году Бёртон становится председателем жюри 63-го Каннского фестиваля.
В декабре 2014 года стало известно о том, что Тим Бёртон и Хелена Бонем Картер расстались после 13 лет совместной жизни.
В 2021—2022 годах Бёртон снял телесериал «Уэнздей».
После выхода «Дамбо» в 2019 году режиссёр планировал уйти на пенсию, однако работа над сериалом «Уэнздэй» изменила его планы и вдохновила на продолжение «Битлджуса».